# Toe Blake
Hector "Toe" Blake, född 21 augusti 1912 i Victoria Mines, Ontario, död 17 maj 1995 i Montreal, Quebec, var en kanadensisk professionell ishockeyspelare och ishockeytränare. Toe Blake spelade i NHL för Montreal Maroons och Montreal Canadiens åren 1934–1948 och vann tre Stanley Cup, en som medlem av Montreal Maroons och två med Montreal Canadiens.
Från 1955 till 1968 var Blake tränare för Montreal Canadiens och vann på den positionen åtta Stanley Cup-titlar.

## Spelare
Toe Blake debuterade i NHL säsongen 1934–35 då han spelade 8 matcher i grundserien för Montreal Maroons. I Stanley Cup-slutspelet, som Maroons vann efter att ha besegrat Toronto Maple Leafs i finalen med 3-0 i matcher, deltog han i en match.
I februari 1936 bytte Maroons bort Blake till grannklubben Montreal Canadiens. Säsongen 1938–39 vann han NHL:s poängliga efter att ha gjort 24 mål och 23 assists för totalt 47 poäng på 48 matcher. Han tilldelades även Hart Memorial Trophy som ligans mest värdefulle spelare. 
Säsongen 1943–44 debuterade Maurice Richard i Canadiens och lagets tränare Dick Irvin valde att placera honom i en kedja tillsammans med Toe Blake och Elmer Lach. Kedjan, som kom att kallas för "Punch Line", skulle komma att dominera NHL de nästföljande åren. I slutspelet 1944 vann Blake sin första Stanley Cup med Canadiens och hans 18 poäng var flest av alla spelare. I slutspelet 1945 föll Canadiens i semifinalen mot Toronto Maple Leafs men redan året efter, 1946, var Canadiens tillbaka som mästare då man besegrade Boston Bruins i finalen med 4-1 i matcher.
Toe Blake spelade för Montreal Canadiens fram till och med 1948. Efter det varvade han ner i Buffalo Bisons i AHL och i Valleyfield Braves i Quebec Senior Hockey League.

## Tränare
Toe Blake tog över som tränare för Montreal Canadiens efter Dick Irvin säsongen 1955–56 och skulle nå omedelbara framgångar. Redan första året med Blake som tränare vann Canadiens Stanley Cup och radade sedan upp fem raka Stanley Cup-triumfer mellan 1956 och 1960. 1961 föll laget i semifinalen mot Chicago Black Hawks.
Blake och Montreal Canadiens var utan Stanley Cup-seger under fyra år innan man 1965 lyckades vinna igen efter att ha besegrat Black Hawks i finalen med 4-3 i matcher. Blake vann ytterligare två Stanley Cup som tränare för Canadiens, 1966 och 1968. Efter Stanley Cup-segern 1968 slutade Blake som tränare för Canadiens.
Blake nekade till Jacques Plantes begäran att få använda ansiktsmask under matcherna; Blake menade att användande av ansiktsmask var ett tecken på mental svaghet - till och med feghet. Blake var övertygad om att en ansiktsmask skulle försämra Plantes synfält och hans förmåga att snabbt reagera. Efter att Plante fått ett skott i ansiktet vid en match 1959 gav dock Blake med sig. Plante blev därmed den förste målvakten i NHL att använda ansiktsmask under matcherna.

## Meriter
- Stanley Cup — 1935, 1944 och 1946 som spelare. 1956, 1957, 1958, 1959, 1960, 1965, 1966 och 1968 som tränare.
- Vinnare av NHL:s poängliga — 1938–39
- Hart Memorial Trophy — 1938–39
- Lady Byng Trophy — 1945–46
- NHL First All-Star Team — 1938–39, 1939–40, 1944–45
- NHL Second All-Star Team — 1945–46
- Invald i Hockey Hall of Fame — 1966

## Statistik
CAHL = Canadian-American Hockey League, QSHL = Quebec Senior Hockey League
| 1932–33    | Hamilton Tigers    | OHASr      | 22  | 9   | 4   | 13  | 0   | —  | —  | —  | —  | —  |
| 1933–34    | Hamilton Tigers    | OHASr      | 23  | 19  | 14  | 33  | 0   | —  | —  | —  | —  | —  |
| 1934–35    | Hamilton Tigers    | OHASr      | 18  | 15  | 11  | 26  | 48  | —  | —  | —  | —  | —  |
| 1934–35    | Montreal Maroons   | NHL        | 8   | 0   | 0   | 0   | 0   | 1  | 0  | 0  | 0  | 0  |
| 1935–36    | Providence Reds    | CAHL       | 33  | 12  | 11  | 23  | 65  | —  | —  | —  | —  | —  |
| 1935–36    | Montreal Canadiens | NHL        | 11  | 1   | 2   | 3   | 28  | —  | —  | —  | —  | —  |
| 1936–37    | Montreal Canadiens | NHL        | 43  | 10  | 12  | 22  | 12  | 5  | 1  | 0  | 1  | 0  |
| 1937–38    | Montreal Canadiens | NHL        | 43  | 17  | 16  | 33  | 33  | 3  | 3  | 1  | 4  | 2  |
| 1938–39    | Montreal Canadiens | NHL        | 48  | 24  | 23  | 47  | 10  | 3  | 1  | 1  | 2  | 2  |
| 1939–40    | Montreal Canadiens | NHL        | 48  | 17  | 19  | 36  | 48  | —  | —  | —  | —  | —  |
| 1940–41    | Montreal Canadiens | NHL        | 48  | 12  | 20  | 32  | 49  | 3  | 0  | 3  | 3  | 5  |
| 1941–42    | Montreal Canadiens | NHL        | 48  | 17  | 28  | 45  | 29  | 3  | 0  | 3  | 3  | 2  |
| 1942–43    | Montreal Canadiens | NHL        | 48  | 23  | 36  | 59  | 26  | 5  | 4  | 3  | 7  | 0  |
| 1943–44    | Montreal Canadiens | NHL        | 41  | 26  | 33  | 59  | 10  | 9  | 7  | 11 | 18 | 2  |
| 1944–45    | Montreal Canadiens | NHL        | 49  | 29  | 38  | 67  | 25  | 6  | 0  | 2  | 2  | 5  |
| 1945–46    | Montreal Canadiens | NHL        | 50  | 29  | 21  | 50  | 2   | 9  | 7  | 6  | 13 | 5  |
| 1946–47    | Montreal Canadiens | NHL        | 60  | 21  | 29  | 50  | 6   | 11 | 2  | 7  | 9  | 0  |
| 1947–48    | Montreal Canadiens | NHL        | 32  | 9   | 15  | 24  | 4   | —  | —  | —  | —  | —  |
| 1948–49    | Buffalo Bisons     | AHL        | 18  | 1   | 3   | 4   | 0   | —  | —  | —  | —  | —  |
| 1949–50    | Valleyfield Braves | QSHL       | 43  | 12  | 15  | 27  | 15  | —  | —  | —  | —  | —  |
| 1950–51    | Valleyfield Braves | QSHL       | 1   | 0   | 0   | 0   | 0   | —  | —  | —  | —  | —  |
| NHL totalt | NHL totalt         | NHL totalt | 577 | 235 | 292 | 527 | 282 | 58 | 25 | 37 | 62 | 23 |